# Histiomena marginata
Histiomena marginata (Mörch, 1859) è un mollusco nudibranchio della famiglia Arminidae. È l'unica specie nota del genere Histiomena.